# Boccioleto
Boccioleto est une commune de la province de Verceil dans le Piémont en Italie.

## Géographie
L'agglomération de Boccioleto est située dans la partie basse du Val Sermenza, au débouché du Val Cavaione sur la Valsesia, à proximité du confluent entre le torrent Cavaione  et le torrent Sermenza. Dans le paysage environnant, riche de forêts et de gorges entre les montagnes, se détache la tour de la Giavine, gigantesque monolithe de gneiss de quatre-vingt-dix mètres de hauteur.

## Histoire
Le pays conserve des habitations, avec les caractéristiques loggias et les couvertures en 
plaques de pierre (dites piode), qui datent des XVIe et XVIIe siècles, témoignage historique 
des nobles familles qui les habitèrent : entre autres, celle de Giacomo Preti, dit «le 
Giacomaccio», qui mena les mouvements de révolte contre la domination des notables de Varallo.

## Administration
| Période                                  | Période  | Identité           | Étiquette | Qualité |
| ---------------------------------------- | -------- | ------------------ | --------- | ------- |
| 30 mai 2006                              | En cours | Pierangelo Carrara |           |         |
| Les données manquantes sont à compléter. |          |                    |           |         |

### Hameaux

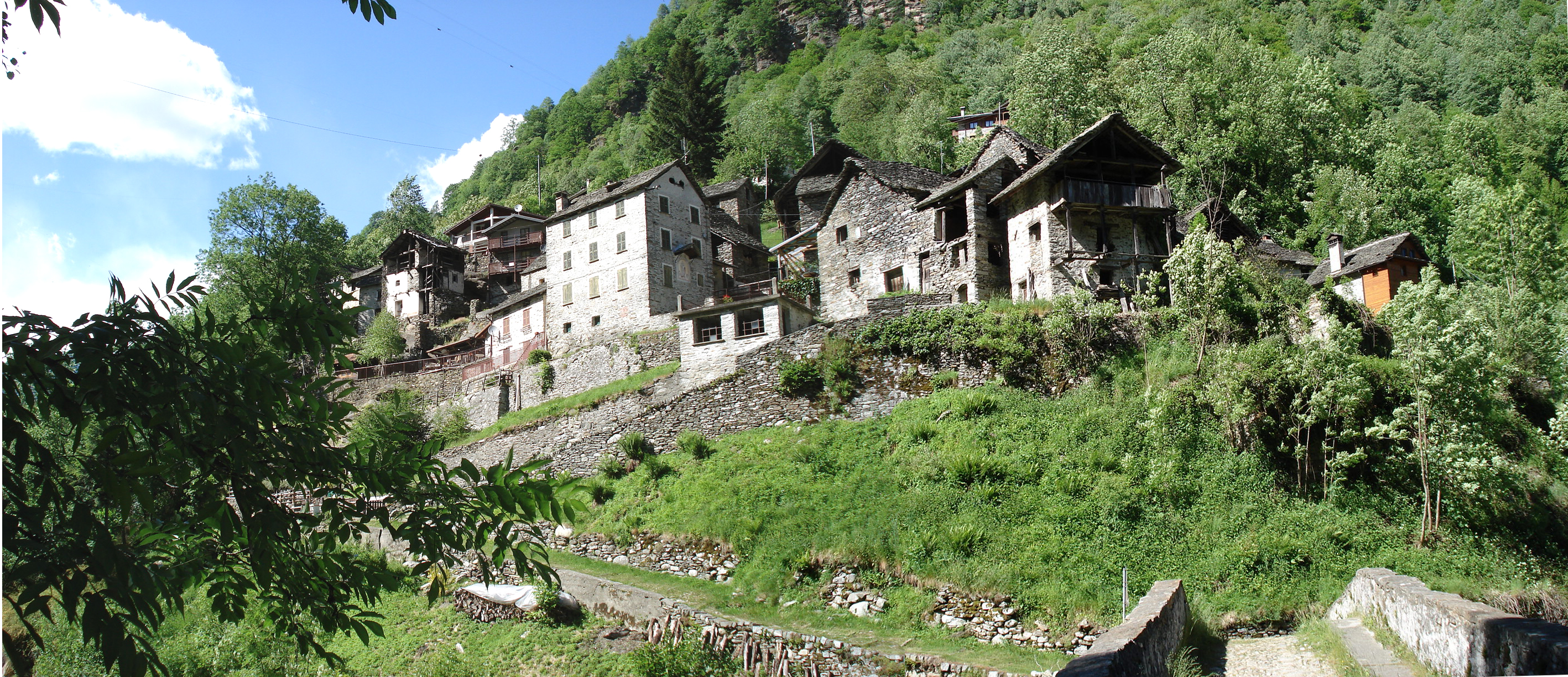
Hameau de Piaggiogna

Fervento, Oro, Piaggiogna, Ronchi 

### Communes limitrophes
Balmuccia, Campertogno, Mollia, Rima San Giuseppe, Rimasco, Rossa, Scopa, Scopello

### Évolution démographique
Habitants recensés

## Jumelages
- Baia de Fier (Roumanie) depuis 2007